# شعب الجوائز (حبيل جبر)

تعديل مصدري - تعديل

شعب الجوائز هي إحدى قرى عزلة حبيل جبر بمديرية حبيل جبر التابعة لمحافظة لحج، بلغ تعداد سكانها 4 نسمة حسب تعداد اليمن لعام 2004.